# Степний (Кінзельська сільська рада)
Степни́й (рос. Степной) — селище у складі Червоногвардійського району Оренбурзької області, Росія.

## Населення
Населення — 118 осіб (2010; 194 у 2002).
Національний склад (станом на 2002 рік):
- росіяни — 51 %
- казахи — 38 %